# Hapag-Lloyd Flug
Hapag-Lloyd Flug (с 2005 по 2007 года выполняла рейсы под брендом Hapagfly) — бывшая немецкая авиакомпания со штаб-квартирой в Ганновере. Выполняла регулярные и чартерные рейсы в основном на курорты Европы. Являлась дочерней компанией TUI Group.

## История

### Основание и ранние годы

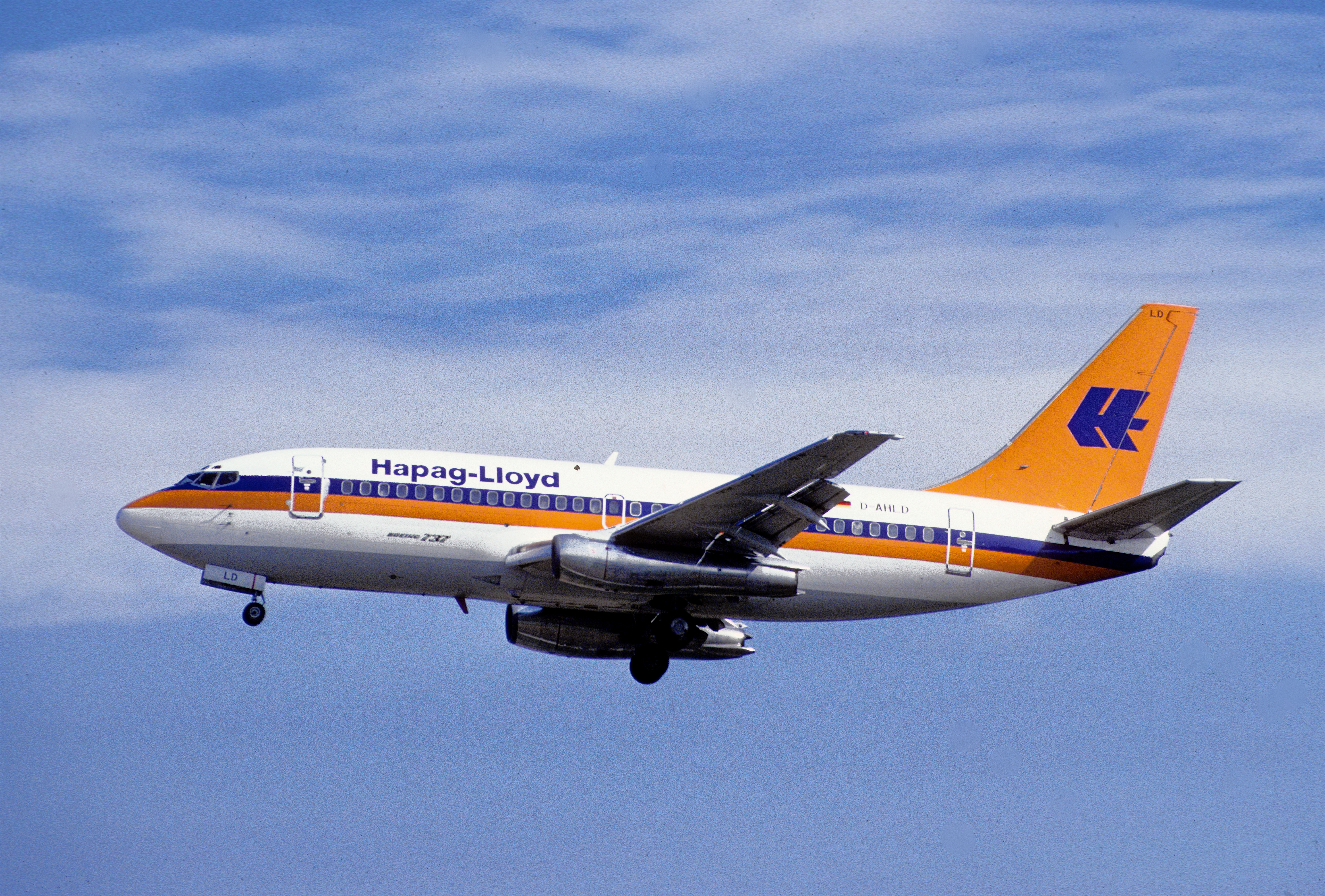
Boeing 737-200 Hapag-Lloyd Flug в первой ливрее авиакомпании

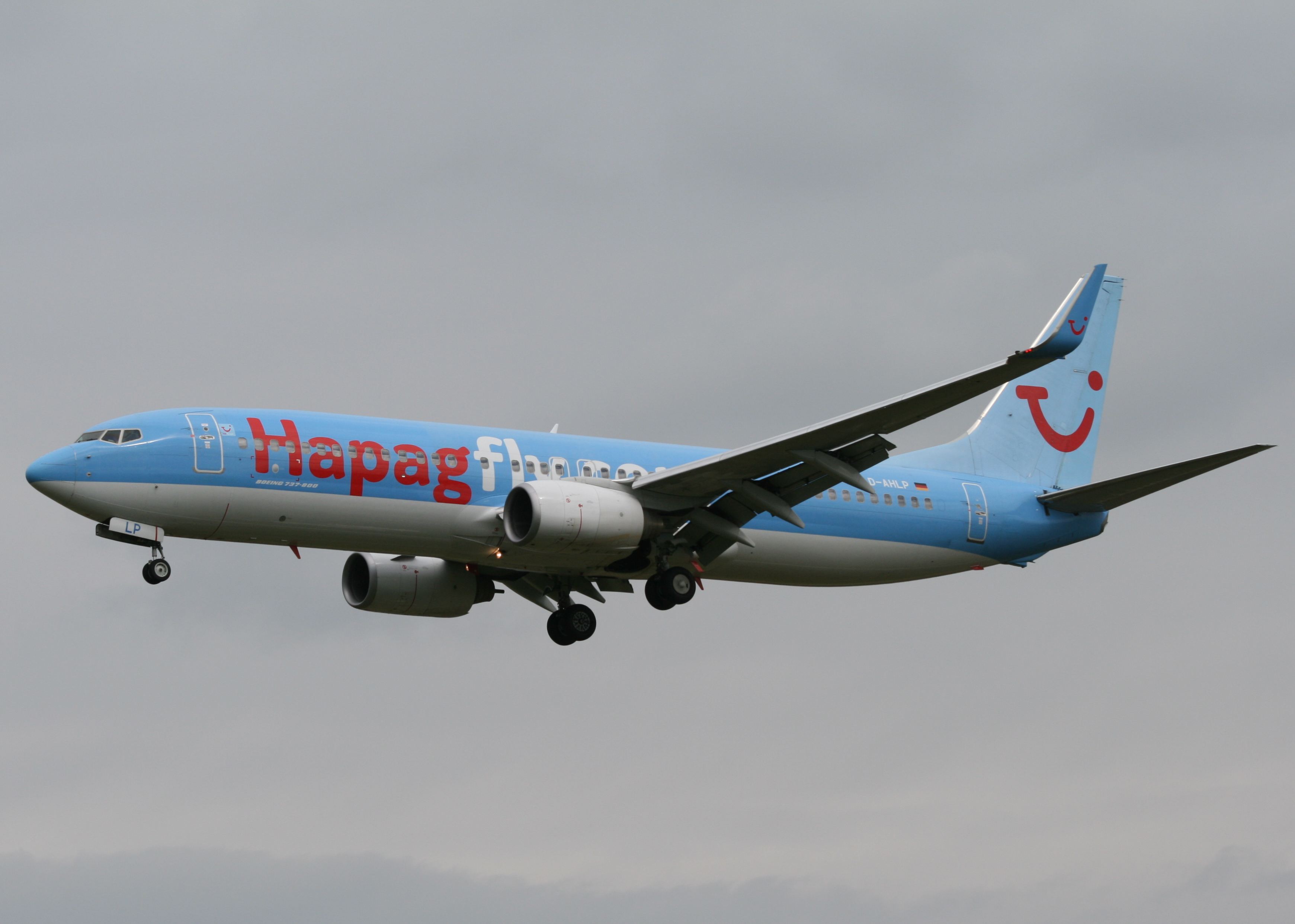
Boeing 737-800 Hapag-Lloyd Flug в последней ливрее

Компания Hapag-Lloyd Flug была основана в июле 1972 года, когда транспортная компания Hapag-Lloyd купила Boeing 727 для перевозки своих пассажиров из Германии в порты, из которых следуют круизные лайнеры. Авиакомпания начал свою деятельность 30 марта 1973 года. Рынок чартерных рейсов в 1970-х годах быстро развивался. Компания быстро освоила чартерные рейсы в популярные места отдыха в районе Средиземного моря и на Канарских островах, а также вскоре стала одной из крупнейших немецких чартерных авиакомпаний. Также авиакомпания развивала и регулярные пассажирские рейсы, а также пополняла парк новыми самолётами, такими как Boeing 737-100 и Airbus A310. В 1979 году чартерный авиаперевозчик Bavaria Germanair, эксплуатирующий самолеты Airbus A300B4 и BAC 1-11, была объединёна с Hapag-Lloyd Flug.

### Поглощение и ребрендинг
С 1997 года авиакомпания является дочерней компанией TUI AG, в которую также входит Hapag-Lloyd. Впервые за почти 30 лет деятельности авиакомпании изменила ливрею и логотип. В 2002 году также была основана бюджетная авиакомпания Hapag-Lloyd Express.
В 1998 году Hapag-Lloyd Flug стала первой авиакомпанией в мире, эксплуатирующей Boeing 737-800.
В ноябре 2005 года авиакомпания сменила название на Hapagfly в связи с новой маркетинговой стратегией группы TUI. В январе 2007 года в ходе реструктуризации компания объединилась с Hapag-Lloyd Express, став TUIfly Deutschland.

## Флот
| Тип             | Количество | Примечания |
| --------------- | ---------- | ---------- |
| BAC 1-11        | 4          |            |
| Boeing 727-100  | 7          |            |
| Boeing 727-200  | 3          |            |
| Boeing 737-200  | 6          |            |
| Boeing 737-400  | 12         |            |
| Boeing 737-500  | 5          |            |
| Boeing 737-800  | 33         |            |
| Airbus A300B4   | 10         |            |
| Airbus A310-200 | 4          |            |
| Airbus A310-300 | 7          |            |
| Источник:       |            |            |

## Авиакатастрофы и происшествия
12 июля 2000 года Airbus A310 авиакомпании Hapag-Lloyd Airbus, летевший из Ханьи в Ганновер, столкнулся с нехваткой топлива и неисправностью шасси, что привело к аварийной посадке в аэропорту Вены. 26 человек получили ранения, самолёт был списан. Несмотря на то, что это был первый (и единственный) авиаинцидент в истории Hapag-Lloyd, при котором был повреждён самолет и были ранены люди, он вызвал много критики в средствах массовой информации. В 2004 году окружной суд Ганновера признал капитана Вольфганга Армингера виновным в происшествии и приговорил его к шестимесячному тюремному заключению условно.